# Sebastián Plaja y Vidal
Sebastián Plaja y Vidal (San Feliú de Guixols, 1819-San Feliú de Guixols, 1876) fue un político, propietario agrícola y comerciante español, emigrado a la isla de Puerto Rico. Ocupó escaño de diputado en las Cortes constituyentes del sexenio democrático.

## Biografía
Nacido en la localidad gerundense de San Feliú de Guixols el 10 de febrero de 1819, era hijo de Buenaventura Plaja y Polonia Vidal. Con sólo doce años de edad, se habría embarcado para Puerto Rico, donde su padre, en la villa de Ponce, tenía una casa comercial. Allí se dedicó al comercio y entró en el negocio familiar. Junto con su hermano Ventura compró una hacienda en 1848 y se dedicó en exclusiva a la agricultura, consiguiendo gestionar un ingenio de cierta fama en la isla. Desempeñó, al parecer durante sólo dieciocho días, el cargo de alcalde de Ponce, al que terminó renunciando. Creado en 1862 el Consejo de Administración en Puerto Rico, Plaja fue nombrado uno de sus miembros, cargo que seguía conservando a finales de la década. Obtuvo escaño de diputado en las Cortes constituyentes del sexenio democrático, por el distrito puertorriqueño de Mayagüez. Instalado de nuevo en España, falleció en septiembre de 1876 en su localidad natal, tras haber adquirido propiedades en Cataluña, que legó a sus descendientes.